# Badminton-Senioreneuropameisterschaft 2012
Die Badminton-Senioreneuropameisterschaft 2012 fand vom 17. bis zum 22. September 2012 in Sofia statt.

## Die Sieger und Platzierten

### Senioren 35+
| Veranstaltung | Gold                                 | Silber                            | Bronze                            |
| ------------- | ------------------------------------ | --------------------------------- | --------------------------------- |
| Herreneinzel  | Thorsten Hukriede                    | Fabrice Bernabe                   |                                   |
| Herreneinzel  | Thorsten Hukriede                    | Fabrice Bernabe                   | Morten Aarup                      |
| Mihail Popov  |                                      |                                   |                                   |
| Dameneinzel   | Rita Yuan Gao                        | Claudia Vogelgsang                | Jennifer Engel                    |
| Dameneinzel   | Rita Yuan Gao                        | Claudia Vogelgsang                | Maria Kurochkina                  |
| Herrendoppel  | Konstantin Dubs Thorsten Hukriede    | Konstantin Dobrev Luben Panov     | Andreas Schlüter Björn Schneider  |
| Herrendoppel  | Konstantin Dubs Thorsten Hukriede    | Konstantin Dobrev Luben Panov     | Ulf Svensson Henrik Wiberg        |
| Damendoppel   | Julie Bradbury Vlada Chernyavskaya   | Louise Culyer Lynne Swan          | Céline Basle Sylviane Le Pimpec   |
| Damendoppel   | Julie Bradbury Vlada Chernyavskaya   | Louise Culyer Lynne Swan          | Jennifer Engel Claudia Vogelgsang |
| Mixed         | Thorsten Hukriede Claudia Vogelgsang | André Bertko Cornelia Ern-Joachim | Fabrice Bernabe Thérèse Jerome    |
| Mixed         | Thorsten Hukriede Claudia Vogelgsang | André Bertko Cornelia Ern-Joachim | Ian Murphy Lynne Swan             |

### Senioren 40+
| Veranstaltung | Gold                              | Silber                        | Bronze                                 |
| ------------- | --------------------------------- | ----------------------------- | -------------------------------------- |
| Herreneinzel  | Carsten Loesch                    | Mario Carulla                 | Stefan Schrader                        |
| Herreneinzel  | Carsten Loesch                    | Mario Carulla                 | Sven Landwehr                          |
| Dameneinzel   | Dorota Grzejdak                   | Barbara Kulanty               | Erika Stich                            |
| Dameneinzel   | Dorota Grzejdak                   | Barbara Kulanty               | Michaela Hukriede                      |
| Herrendoppel  | Stefan Edvardsson Joakim Nordgren | Oleg Grigoryev Vadim Nazarov  | Julian Priestley David Wood            |
| Herrendoppel  | Stefan Edvardsson Joakim Nordgren | Oleg Grigoryev Vadim Nazarov  | Paul Anderson Jason Grimshaw           |
| Damendoppel   | Tracy Middleton Joanne Muggeridge | Olga Bryant Tracy Hutchinson  | Cornelia Ern-Joachim Michaela Hukriede |
| Damendoppel   | Tracy Middleton Joanne Muggeridge | Olga Bryant Tracy Hutchinson  | Kirsten Drachmann Lene Struve          |
| Mixed         | Maciej Pieklo Barbara Kulanty     | Justin G. Andrews Betty Blair | Nick Ponting Julie Bradbury            |
| Mixed         | Maciej Pieklo Barbara Kulanty     | Justin G. Andrews Betty Blair | Julian Priestley Tracy Hutchinson      |

### Senioren 45+
| Veranstaltung | Gold                     | Silber                                  | Bronze                               |
| ------------- | ------------------------ | --------------------------------------- | ------------------------------------ |
| Herreneinzel  | Heikki Väisänen          | Thomas Knaack                           | Nils Carlson                         |
| Herreneinzel  | Heikki Väisänen          | Thomas Knaack                           | Geir Olve Storvik                    |
| Dameneinzel   | Vlada Chernyavskaya      | Betty Blair                             | Jeannette van ver Werff              |
| Dameneinzel   | Vlada Chernyavskaya      | Betty Blair                             | Sandra Kroon                         |
| Herrendoppel  | Jon Austin Mark Golds    | Patrick Perrault Fabrice Vallet         | Nick Ponting Norman Wheatley         |
| Herrendoppel  | Jon Austin Mark Golds    | Patrick Perrault Fabrice Vallet         | Thorsten Iversen Erik Pedersen       |
| Damendoppel   | Sue Crompton Viv Gillard | Betty Blair Debbie Miller               | Chris Marsden Elaine Meagher         |
| Damendoppel   | Sue Crompton Viv Gillard | Betty Blair Debbie Miller               | Sandra Kroon Jeannette van der Werff |
| Mixed         | Mark Golds Debbie Miller | Jan Bertram Petersen Helle Blomsterberg | David Wood Viv Gillard               |
| Mixed         | Mark Golds Debbie Miller | Jan Bertram Petersen Helle Blomsterberg | Jon Austin Elaine Meagher            |

### Senioren 50+
| Veranstaltung | Gold                               | Silber                              | Bronze                         |
| ------------- | ---------------------------------- | ----------------------------------- | ------------------------------ |
| Herreneinzel  | Eric Plane                         | Michael Schneider                   | Jesper Tolman                  |
| Herreneinzel  | Eric Plane                         | Michael Schneider                   | Geir Arnevik                   |
| Dameneinzel   | Svetlana Zilberman                 | Lone Hagelskjær Knudsen             | Cathy Bargh                    |
| Dameneinzel   | Svetlana Zilberman                 | Lone Hagelskjær Knudsen             | Heidi Bender                   |
| Herrendoppel  | Jan Bertram Petersen Jesper Tolman | Nanko Chorchopov Slanchezar Tsankov | Eric Plane Roger Taylor        |
| Herrendoppel  | Jan Bertram Petersen Jesper Tolman | Nanko Chorchopov Slanchezar Tsankov | Thomas Bunn Michael Schneider  |
| Damendoppel   | Diana Koleva Svetlana Zilberman    | Helle Buch Lone Hagelskjær Knudsen  | Debbie Rigby Janet Walker      |
| Damendoppel   | Diana Koleva Svetlana Zilberman    | Helle Buch Lone Hagelskjær Knudsen  | Jenny Cox Christine Crossley   |
| Mixed         | Eric Plane Debbie Rigby            | Jesper Tolman Helle Sjørring        | Per Juul Diana Koleva          |
| Mixed         | Eric Plane Debbie Rigby            | Jesper Tolman Helle Sjørring        | Peter Moseley Pauline Williams |

### Senioren 55+
| Veranstaltung | Gold                          | Silber                      | Bronze                      |
| ------------- | ----------------------------- | --------------------------- | --------------------------- |
| Herreneinzel  | Dan Travers                   | Sergey Bushuev              | Kim Busted                  |
| Herreneinzel  | Dan Travers                   | Sergey Bushuev              | Andrey Yakushev             |
| Dameneinzel   | Christine Crossley            | Christine Black             | Jutta Bartmann              |
| Dameneinzel   | Christine Crossley            | Christine Black             | Brigitte Holtmann           |
| Herrendoppel  | Jesper Helledie Dan Travers   | John Molyneux Ian Purton    | Sam Campbell Igor Ponomarev |
| Herrendoppel  | Jesper Helledie Dan Travers   | John Molyneux Ian Purton    | Kim Busted Per Mikkelsen    |
| Mixed         | Ian Purton Christine Crossley | Dan Travers Christine Black | Peter Emptage Pauline Davis |
| Mixed         | Ian Purton Christine Crossley | Dan Travers Christine Black | Graham Holt Reggie Baker    |

### Senioren 60+
| Veranstaltung | Gold                          | Silber                       | Bronze                          |
| ------------- | ----------------------------- | ---------------------------- | ------------------------------- |
| Herreneinzel  | Per Dabelsteen                | Christian Hansen             | Carl-Johan Nybergh              |
| Herreneinzel  | Per Dabelsteen                | Christian Hansen             | Terje Dag Østhassel             |
| Dameneinzel   | Pauline Davis                 | Jessy Havelaar               | Jette Nielsen                   |
| Dameneinzel   | Pauline Davis                 | Jessy Havelaar               | Irene Sterlie                   |
| Herrendoppel  | William Hamblett Graham Holt  | Peter Emptage Brian Wright   | Arne Gjelstrup Christian Hansen |
| Herrendoppel  | William Hamblett Graham Holt  | Peter Emptage Brian Wright   | Per Dabelsteen Jeppe Jepsen     |
| Damendoppel   | Eileen Carley Susan Ely       | Betty Bartlett Pauline Davis | Gitte Rasmussen Lotten Wengberg |
| Damendoppel   | Eileen Carley Susan Ely       | Betty Bartlett Pauline Davis | Brigitte Prax Monika Regineri   |
| Mixed         | Robert J. Bell Janet Fletcher | Brian Wright Susan Ely       | Roy Lord Eileen Carley          |
| Mixed         | Robert J. Bell Janet Fletcher | Brian Wright Susan Ely       | William Hamblett Betty Bartlett |

### Senioren 65+
| Veranstaltung | Gold                           | Silber                    | Bronze                            |
| ------------- | ------------------------------ | ------------------------- | --------------------------------- |
| Herreneinzel  | Gregor Bartmann                | David Eddy                | Kari Laakso                       |
| Herreneinzel  | Gregor Bartmann                | David Eddy                | Helmut Huch                       |
| Dameneinzel   | Ludmila Ukk                    | Renate Gabriel            | Hilde Kreulitsch                  |
| Dameneinzel   | Ludmila Ukk                    | Renate Gabriel            | Viviane Bonnay                    |
| Herrendoppel  | David Eddy David Hutchinson    | Jim Garrett Ken Tantum    | Gregor Bartmann Gerhard Michaelis |
| Herrendoppel  | David Eddy David Hutchinson    | Jim Garrett Ken Tantum    | Roger Baldwin John Whalebone      |
| Damendoppel   | Renate Gabriel Renate Knötzsch | Victoria Betts Rena Jones | Brenda Andrew Barbara Henley      |
| Damendoppel   | Renate Gabriel Renate Knötzsch | Victoria Betts Rena Jones | Muriel Burgess Pamela Yates       |
| Mixed         | Harry Shadwick Brenda Andrew   | Jim Garrett Rena Jones    | Kari Laakso Wiola Renholm         |
| Mixed         | Harry Shadwick Brenda Andrew   | Jim Garrett Rena Jones    | Ken Tantum Mary Jenner            |

### Senioren 70+
| Veranstaltung | Gold                         | Silber                         | Bronze                                 |
| ------------- | ---------------------------- | ------------------------------ | -------------------------------------- |
| Herreneinzel  | Hans Schumacher              | Harry Shadwick                 | Erling Jensen                          |
| Herreneinzel  | Hans Schumacher              | Harry Shadwick                 | Kazimierz Predki                       |
| Herrendoppel  | Michael Coley Harry Shadwick | Heinz Regineri Hans Schumacher | Reinhard Franke Georg Schönfeld        |
| Herrendoppel  | Michael Coley Harry Shadwick | Heinz Regineri Hans Schumacher | Vyacheslav Chichikin Vladimir Stepanov |